# موسی ابراهیم‌اف
موسی ابراهیم‌اف (روسی: Муса Исаевич Ибрагимов؛ زادهٔ ۲۸ مهٔ ۱۹۹۶) بازیکن فوتبال اهل روسیه است.
از باشگاه‌هایی که در آن بازی کرده‌است می‌توان به باشگاه فوتبال ینی‌سئی کراسنویارسک اشاره کرد.